# Sacramento Kings 2015-2016
La stagione 2015-16 dei Sacramento Kings fu la 67ª nella NBA per la franchigia.
I Sacramento Kings arrivarono terzi nella Pacific Division della Western Conference con un record di 33-49, non qualificandosi per i play-off.

## Roster
| N° | Naz.                   | Ruolo | Sportivo            | Anno | Alt. | Peso |
| -- | ---------------------- | ----- | ------------------- | ---- | ---- | ---- |
| 00 | Stati Uniti (bandiera) | C     | Willie Cauley-Stein | 1993 | 213  | 109  |
| 3  | Italia (bandiera)      | G     | Marco Belinelli     | 1986 | 196  | 95   |
| 5  | Stati Uniti (bandiera) | G     | James Anderson      | 1989 | 198  | 97   |
| 7  | Stati Uniti (bandiera) | G     | Darren Collison     | 1987 | 183  | 73   |
| 8  | Stati Uniti (bandiera) | A     | Rudy Gay            | 1986 | 203  | 104  |
| 9  | Stati Uniti (bandiera) | G     | Rajon Rondo         | 1986 | 185  | 84   |
| 13 | Stati Uniti (bandiera) | A     | Quincy Acy          | 1990 | 201  | 109  |
| 15 | Stati Uniti (bandiera) | A     | DeMarcus Cousins    | 1990 | 211  | 122  |
| 18 | Israele (bandiera)     | A     | Omri Casspi         | 1988 | 206  | 102  |
| 23 | Stati Uniti (bandiera) | G     | Ben McLemore        | 1993 | 196  | 88   |
| 25 | Stati Uniti (bandiera) | A     | Eric Moreland       | 1991 | 208  | 99   |
| 26 | Croazia (bandiera)     | A     | Duje Dukan          | 1991 | 206  | 100  |
| 30 | Stati Uniti (bandiera) | G     | Seth Curry          | 1990 | 188  | 84   |
| 31 | Stati Uniti (bandiera) | A     | Caron Butler        | 1980 | 201  | 103  |
| 41 | Grecia (bandiera)      | C     | Kosta Koufos        | 1989 | 213  | 120  |

## Staff tecnico
- Allenatore: George Karl
- Vice-allenatori: Chad Iske, Corliss Williamson, Vance Walberg, John Welch, Anthony Carter, Nancy Lieberman
- Direttore dello sviluppo atletico: Chip Schaefer
- Preparatori atletici: Pete Youngman, Manny Romero